# John Pritchard (Dirigent)
Sir John Michael Pritchard (* 5. Februar 1921 in London; † 5. Dezember 1989 in Daly City) war ein englischer Dirigent.

## Wirken
Pritchard wirkte seit 1947 beim Glyndebourne Festival, war von 1969 bis 1978 dessen Musikdirektor und später auch Chefdirigent der Kölner Oper. Er dirigierte in den Opernhäusern von Wien, London (Covent Garden), Chicago, New York, Brüssel und San Francisco, sowie bei den Salzburger  Festspielen.
Seit 1962 ist er Kommandeur des Ordens des Britischen Königreichs. 1983 wurde er zum Knight Bachelor („Sir“) geschlagen. Am Ende seiner Karriere wurde er zum Musikdirektor der San Francisco Opera berufen, eine Position, die speziell für ihn geschaffen wurde. Pritchard war für seine Einstudierungen von Mozart-Opern genauso anerkannt wie für seine Kennerschaft bei zeitgenössischer Musik.

## Wichtige Einspielungen
- Idomeneo von Wolfgang Amadeus Mozart – mit Richard Lewis (Idomeneo), Léopold Simoneau (Idamante), Sena Jurinac (Ilia), Lucille Udovick (Elettra), Chorus & Orchestra des Glyndebourne Festival, Sir John Pritchard, Aufnahme von 1956
- Lucia di Lammermoor von Gaetano Donizetti – Joan Sutherland (Lucia), Kenneth André Turp (Edgardo), John Shaw (Enrico), Joseph Rouleau (Raimondo), MacDonald (Arturo), Margreta Elkins (Alisa), Edgar Evans (Normanno), Chorus & Orchestra of the Royal Opera House,  John Pritchard, 1961 – Celestial Audio CA 345